# كلية شميدت للبنات (القدس)

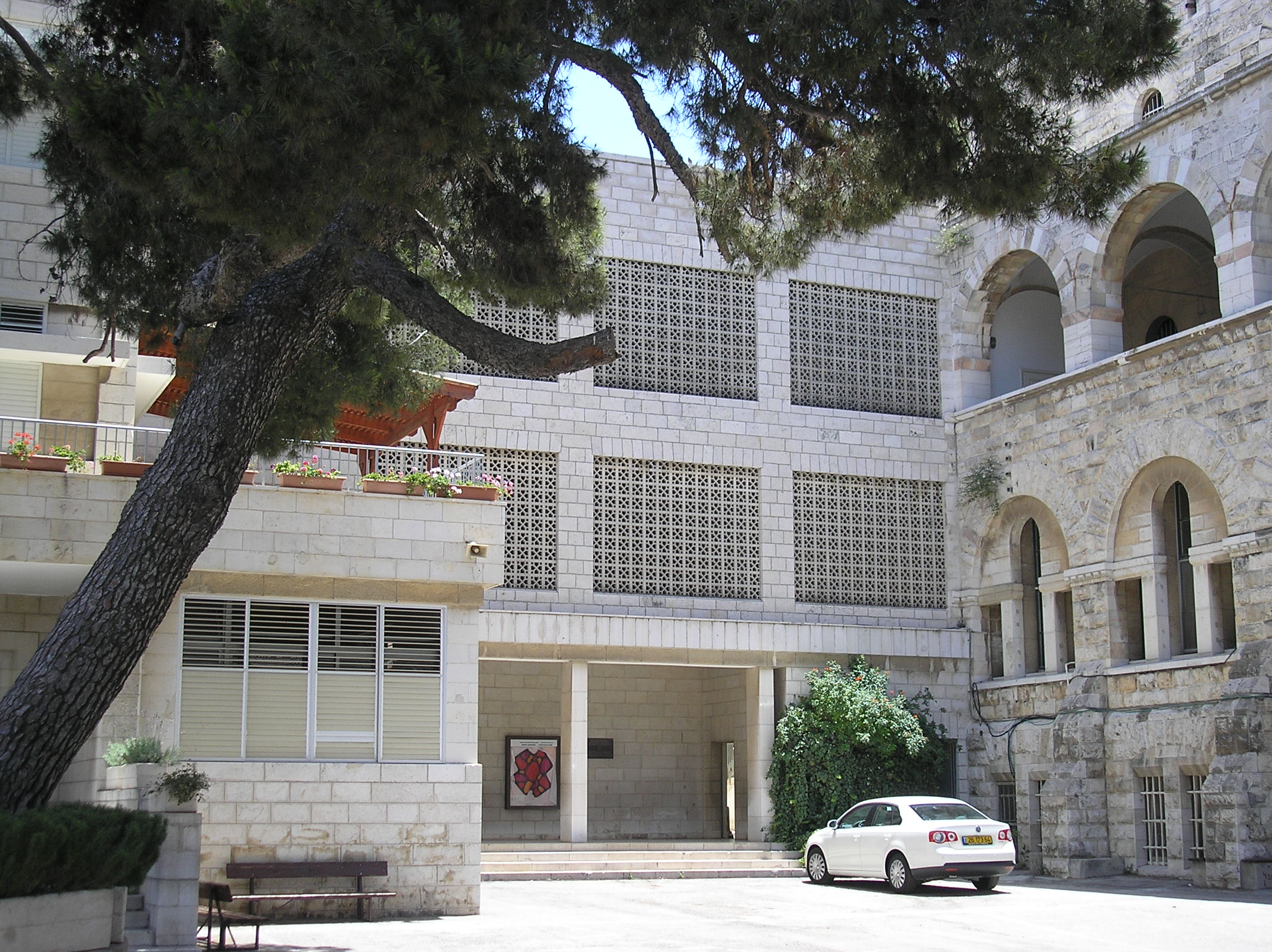

كلية شميدت للبنات هي مدرسة ألمانية دولية للفتيات المسيحيات والمسلمات، تقع في القدس الشرقية. تأسست عام 1886 وحوالي 500 تلميذ يذهبون إلى المدرسة اليوم. كما تقدم امتحانات التوجيهي في الكلية. على الرغم من أنها مملوكة ومدعومة من قبل الجمعية الألمانية للأراضي المقدسة، إلا أنها تحت رعاية الدير الدولي لأخوات جماعة يسوع. يتم تدريس الدروس باللغة الألمانية واللغة المحكية خارج الفصل هي اللغة الإنجليزية. إن أعضاء هيئة التدريس هم معلمين من العرب والألمان.

## تاريخ
تأسست عام 1886 وكانت آنذاك جزءًا من الإمبراطورية العثمانية، في مبنى قديم الذي تم بناؤه حديثًا بالقرب من بوابة يافا بجوار دار الضيافة والحجاج. كانت المدرسة والمركز الطبي تحت رعاية دير من الأخوات الكاثوليك القديس كارل بورومايوس. في عام 1890، تولى الأب لازاريخ الألماني فريدريش فيلهلم شميدت الدور الإداري للمدرسة. ارتفع عدد التلاميذ من 36 عام 1890 إلى حوالي 120 عام 1914 وإلى 138 عام 1915. اتبع المنهج خطط التعلم للمدارس الحكومية الألمانية.
خلال رحلة القيصر فيلهلم الثاني عبر فلسطين، قام أيضًا بزيارة إلى كلية البنات في شميدت. في لقاء معه، اقترح فيلهلم شميدت بناء سكن جديد أكبر وأكثر مناسبة للحجاج. كان القيصر قد دعم بالفعل بناء الكنيسة الفارسية اللوثرية في القدس وتأسيس دير المهجع في جبل صهيون. بدعم من الجمعية، استحوذت جمعية الأرض المقدسة الألمانية على طردين مقابل بوابة دمشق في القدس حيث قاموا ببناء «بولس هاوس» (Paulus-Haus). بعد وفاة شميدت عام 1907، تم نقل الدور الإداري إلى الأب إرنست شميتز الذي واصل بناء المكتبة وتوسيع مجموعات العلوم الطبيعية. انتقلت مساكن الحجاج إلى المبنى الجديد في عام 1908 حيث تم إنشاء ندوة للمعلمين. نتيجة لذلك، أصبحت مساحة التدريس متاحة في المسكن القديم.
في بداية الحرب العالمية الأولى، تم إغلاق المدرسة في البداية، كجميع المؤسسات الدولية الأخرى، لكنها استأنفت نشاطها في بداية عام 1915 بسبب العلاقات الجيدة بين ألمانيا والإمبراطورية العثمانية. كان الشرط الوحيد هو تضمين اللغة التركية كلغة تدريس. بعد الاستيلاء على القدس من قبل القوات البريطانية في عام 1918 أغلقت الكلية لمدة ثلاث سنوات. عندما أعيد فتحه، تحت الانتداب البريطاني على فلسطين، حلت اللغة الإنجليزية محل اللغة الألمانية كلغة التدريس الرئيسية. ومع ذلك، تم استخدام الألمانية في وقت لاحق مرة أخرى. من خلال اعتماد خطط التعلم الفلسطينية، يمكن للتلاميذ الحصول على شهادات التعليم الثانوي الفلسطينية إلى جانب شهاداتهم الألمانية، وكذلك إجراء امتحان تعليمي في البداية، قامت الكلية بتدريس 27 تلميذًا منقسمين بين فصلين ومجموعة رياض الأطفال. بسبب قلة عدد التلاميذ، تم قبول الصبيان أيضًا حتى عام 1930. وبحلول عام 1936، زاد عدد الطلاب إلى 370.
في بداية الحرب العالمية الثانية، تم ترحيل المعلمين الألمان، بمن فيهم رئيسة المدرسة الأخت ماريا كرم، التي حلت محلها الأخت العربية إيليا. عاد أعضاء هيئة التدريس الألمانية في عام 1943 وظلت المدرسة نشطة حتى مايو 1948. كانت المسكن القديم في شارع هليل، الذي يستخدم كمبنى مدرسة، يقع في الجزء الإسرائيلي الغربي من القدس بعد اتفاق وقف إطلاق النار لعام 1949.
ومع ذلك، فقد عاش الطلاب بشكل أساسي في القدس الشرقية، ثم تحت الإدارة الأردنية. نتيجة لذلك، تم نقل المدرسة إلى «بولس هاوس» في الأول من أكتوبر عام 1950. وتمكّن مدير المدرسة، الأب سونين من تحقيق هذه الخطوة بسرعة من خلال دعم السلطات الإسرائيلية، حيث حشدت المساعدة لأكثر من 60 شاحنة لأغراض النقل. بعد ثلاث سنوات، كان لدى المدرسة حوالي 400 طالب.
في خمسينيات القرن العشرين، تم بناء العديد من المباني الجديدة وفي عام 1962 بدأ إنشاء موقع مدرسة جديدة على الأرض المجاورة لبولوس هاوس. على الرغم من اكتماله في 14 مايو 1967، إلا أن حرب الأيام الستة بدأت بعد بضعة أيام فقط، والتي عانى خلالها المبنى الجديد من أضرار خارجية شديدة

## نظرة عامه للاكاديمية
تنتهي فترة الدراسة في السنة الثانية عشرة بشهادة التوجيهي الفلسطينية وشهادة أبيتور الألمانية الدولية (الألمانية: Deutsche Internationale Abiturprüfung، DIAP). تم الاعتراف ببرنامج التعليم الدولي الألماني (DIAP) من قِبل سلطات التعليم الفلسطينية، وهو يمكّن من التقدم بطلب للحصول على التعليم العالي في ألمانيا وفلسطين وفي جميع أنحاء العالم. تعتبر كلية البنات في شميدت مؤسسة مرموقة ويطلب الخريجون من قبل أرباب العمل. تحت رعاية دير أخوات جماعة يسوع، من بين منظمات أخرى. الكلية هي مدرسة كاثوليكية في منطقة يغلب عليها المسلمون. وينعكس ذلك في تكوين هيئة الطلاب من 80 ٪ من المسلمين و 20 ٪ من الطلاب المسيحيين، وهو عكس تكوين أعضاء هيئة التدريس.

## خريجات
من خريجات الكلية اللواتي نشطن في مجالات مختلفة: سلمى الخضراء الجيوسي، بيان نويهض الحوت، يسرى البربري، سبأ عرفات، سالي عازر، هناء الشوا، لميس العلمي.